# 梅薩營 (加利福尼亞州)
梅薩營（英語：Mesa Camp）是位於美國加利福尼亞州莫諾縣的一個非建制地區。該地的面積和人口皆未知。

## 地理
梅薩營的座標為37°30′28″N 118°34′24″W / 37.50778°N 118.57333°W，而該地的平均海拔高度為1756米（即5761英尺）。